# Самјуел Вајт Бејкер
Самјуел Вајт Бејкер (енгл. Samuel White Baker; Лондон, 8. јун 1821 — Њутон Абот, 30. децембар 1893) је био енглески истраживач и колонизатор. Истраживао је басен Нила. Од 1845. до 1861. године боравио је на Цејлону. У Африку прелази да пружи подршку Џону Хенингу Спику на путовању ка језеру Викторија. Потом, Бејкер преко Етиопије доспева до Плавог Нила и крећући се њиме 1863. године стиже до Гондокора, где се састаје са Спиком и Грантом. Годину дана касније открива Албертово језеро и истражује његов северни приобални појас. Крећући се реком Викторија - Нил, открива Мерчинсонове водопаде.